# Tilen Klugler
Tilen Klugler, slovenski politik; * 2. april 1976, Slovenj Gradec.
Od leta 2018 je župan Mestne občine Slovenj Gradec. 

## Življenjepis
Je diplomirani upravni organizator. Leta 2001 se je zaposlil na Mestni občini Slovenj Gradec, leta 2009 pa je postal direktor občinskega Javnega zavoda za turizem, šport, mladinske in socialne programe SPOTUR.
Leta 2018 je kot neodvisni kandidat nastopil na volitvah za župana Mestne občine Slovenj Gradec. Najprej je povedel v prvem krogu, nato pa takratnega župana Andreja Časa z 51,93 odstotka glasov premagal v drugem krogu. V javnomnenjskih raziskavah je bil večkrat izbran za najbolj priljubljenega med župani mestnih občin v Sloveniji.

## Zasebno
Je poročen in oče dveh otrok. Z družino živi na Legnu.